# Hammer Hong Kong
La Hammer Hong Kong es una carrera profesional de ciclismo en ruta por etapas que se realiza en Hong Kong en la República Popular China, la ciudad de Hong Kong alberga la innovadora carrera del grupo de Hammer Series, presentando un día de competición con los mejores equipos del mundo.
La carrera fue creada en el 2018 y recibió la categoría 1.1 dentro de los Circuitos Continentales UCI formando parte del UCI Asia Tour.

## Palmarés
| Año  | Ganador          | Segundo           | Tercero     |
| ---- | ---------------- | ----------------- | ----------- |
| 2018 | Mitchelton-Scott | Quick-Step Floors | Team Sunweb |

## Palmarés por países
| País      | Victorias |
| --------- | --------- |
| Australia | 1         |